# 82 Pułk Artylerii Polowej
82 pułk artylerii polowej (ang. 82nd Field Artillery Regiment) − pułk artylerii armii Stanów Zjednoczonych utworzony w 1917 roku.

## Historia
Historia 82 pułku artylerii polowej sięga 1 lipca 1916, kiedy to w regularnej armii Stanów Zjednoczonych utworzono pododdziały A, B, C, D, E, F w składzie 24 pułku kawalerii. 1 czerwca 1917 utworzone zostały pododdziały I oraz K tego pułku, znane później jako 5 batalion 82 pułku artylerii polowej.
24 pułk kawalerii osiągnął zdolność bojową 5 czerwca 1917. Jedna trzecia oficerów i podoficerów zaciągnęła się ze starego 1 pułku kawalerii (First Cavalry). Następnie 1 listopada 1917 24 pułk został przeformowany w 82 pułk artylerii polowej w Forcie D. A. Russell w Teksasie.

## Kampanie
- Rewolucja meksykańska (1910–1919)
  - Bitwa o Juarez (15–16 czerwca 1919)
- II wojna światowa Wojna na Pacyfiku (1941-1945)
  - Okupacja Japonii (1946–1950)
- Wojna koreańska (1950–1952)
- Powrót do Japonii (1952–1957)
- Strefa zdemilitaryzowana (1957–1965)
- Wojna wietnamska (1965–1972)
- Wojna w Bośni i Hercegowinie
- I wojna w Zatoce Perskiej
  - Azja Południowo-Zachodnia (1990-1991)
- Wojna z terroryzmem
  - Operacja Desert Strike (1992–2000)
  - Operacja Joint Forge (1998–1999)
  - Operacja Enduring Freedom (2001)
- Wojna w Iraku
  - Operacja Iraqi Freedom (2003–2005)
  - Operacja Iraqi Freedom IV (2006–2008)
  - Operacja Iraqi Freedom VI (2008–2010)
- Wojna w Afganistanie[1]

## Struktura organizacyjna
Skład 2020
- 1 batalion „Dragons”
  - baterie HHB, A, B, dołączona kompania G z 115 BSB 1 ABCT 1 Dywizji Kawalerii[3]
- 2 batalion „Steel Dragons”
  - baterie HHB, A, B, dołączona kompania F z 215 BSB 3 ABCT 1 Dywizji Kawalerii[4]
- 3 batalion
  - baterie HHB, A, B, dołączona kompania F 15 BSB 2 ABCT 1 Dywizji Kawalerii[5]